# Фен-ле-Мутье
Фен-ле-Мутье́ (фр. Fain-lès-Moutiers) — коммуна во Франции, находится в регионе Бургундия. Департамент коммуны — Кот-д’Ор. Входит в состав кантона Монбар. Округ коммуны — Монбар.
Код INSEE коммуны — 21260.

## Население
Население коммуны на 2010 год составляло 155 человек.
| 1962 | 1968 | 1975 | 1982 | 1990 | 1999 | 2010 |
| ---- | ---- | ---- | ---- | ---- | ---- | ---- |
| 230  | 212  | 179  | 159  | 141  | 147  | 155  |

## Экономика
В 2010 году среди 88 человек трудоспособного возраста (15—64 лет) 65 были экономически активными, 23 — неактивными (показатель активности — 73,9 %, в 1999 году было 65,8 %). Из 65 активных жителей работали 59 человек (31 мужчина и 28 женщин), безработных было 6 (1 мужчина и 5 женщин). Среди 23 неактивных 9 человек были учениками или студентами, 10 — пенсионерами, 4 были неактивными по другим причинам.

## Известные жители и уроженцы
- Екатерина Лябуре (1806—1876) — католическая святая.